# Abundius
Abundius († um 304 in Rom) war ein katholischer Priester, der gemeinsam mit seinem Diakon Abundantius das Martyrium erlitt und deshalb von der römisch-katholischen Kirche als heilig verehrt wird.

## Leben
Der Legende nach wurde er mit seinem Diakon gefangen genommen, weil er die Anbetung der Hercules-Statue verweigert hatte. Sie wurden im Carcer mamertinus gefoltert, zum Tod verurteilt und enthauptet. Da Abundius durch das Gebet auf dem Weg zum Richtplatz den verstorbenen Sohn Johannes des Senators Marcian zum Leben erweckte und Vater und Sohn daraufhin sofort Christen wurden, wurden Marcian und Johannes zusammen mit Abundius und Abundantinus enthauptet.
Die Grabinschrift für Abundius wird in den Vatikanischen Museen aufbewahrt.

## Verehrung
Die Verehrung wurde zunächst durch eine Frau namens Theodora in Rignano Flaminio gefördert. Erst unter Kaiser Otto III. wurden die Reliquien im 10. Jahrhundert nach Rom in die Kirche Sankt Cosmas und Damian übertragen und dort 1583 zusammen mit denen von Theodora in die Kirche Il Gesù überführt.
In der italienischen Stadt Rignano Flaminio gibt es die Kirche Chiesa dei Santi Abbondio e Abbondanzio, die dem Patrozinium der beiden Heiligen unterstellt ist.
Der liturgische Gedenktag in der römisch-katholischen Kirche ist der 16. September.